# Amphidasya
Amphidasya es un género con trece especies de plantas con flores perteneciente a la familia Rubiaceae. Es originario del centro y sur de América tropical

## Especies seleccionadas
- Amphidasya ambigua
- Amphidasya amethystina
- Amphidasya brevidentata
- Amphidasya bullata
- Amphidasya colombiana
- Amphidasya elegans
- Amphidasya intermedia
- Amphidasya longicalycina
- Amphidasya neblinae
- Amphidasya panamensis
- Amphidasya spathulata
- Amphidasya umbrosa
- Amphidasya venezuelensis

## Taxonomía
Amphidasya fue descrito por Paul Carpenter Standley y publicado en Publications of the Field Museum of Natural History, Botanical Series 11(5): 180, en el año 1936. La especie tipo es: Amphidasya ambigua (Standl.) Standl. 
Sinonimia
- Pittierothamnus[1]